# Ћићевци
Ћићевци (Чичевци) су насељено мјесто у општини Сребреница, Република Српска, БиХ. Према попису становништва из 1991. у насељу је живјело 241 становника.

## Становништво 1991.
Према попису становништва из 1991. године, мјесто је имало 241 становника.